# فصل التوائم الملتصقة في السعودية
أُجريت أول عملية فصل توائم ملتصقة في المملكة العربية السعودية في 31 ديسمبر 1990 لتوأم سيامي سعودي ملتصق في منطقة البطن، وتمت العملية في مستشفى الملك فيصل التخصصي الرياض على يد وزير الصحة السعودي السابق الجراح الدكتور عبد الله الربيعة ، وبعد نجاح العملية توالت عمليات فصل التوائم في المملكة فكانت العملية الثانية من نصيب التوأم السوداني سماح وهبة واللتان تمت ولادتهما بالتصاق في البطن والحوض ومنطقة أسفل الصدر، وقد استغرقت العملية 18 ساعة متواصلة وكللت بالنجاح، أما العملية الثالثة فكانت فصل التوأم السعوديتين سمر وسحر واللتان كانتا أيضاً ملتصقتين في أسفل الصدر والبطن والحوض.
بعدها انتقلت عمليات فصل التوائم من مستشفى الملك فيصل التخصصي إلى مدينة الملك عبد العزيز الطبية للحرس الوطني حيث أُجريت رابع عملية فصل للتوائم وكانت للتوأم السعوديين حسن وحسين الملتصقين في أسفل البطن والحوض، تلتها عملية الفصل للتوأم السوداني نجلاء ونسيبة المشتركتين في الكبد، وبعدها استقبلت المملكة التوأئم الماليزي أحمد ومحمد واستغرقت عملية فصلهما 23 ساعة، وتلتها عملية فصل التوأم المصري تاليا وتالين والتي كانت أول عملية تُنقل تلفزيونياً على الهواء مباشرة، ومن ثم عملية فصل التوأم الفلبيني برنسس آن وبرنسس ماي والتي استغرقت 8 ساعات بالرغم من أنه كان مقرراً إجراؤها في 16 ساعة، وشهدت مدينة الملك عبد العزيز الطبية كذلك عمليات فصل التوأم البولندي أولغا وداريا والمصري آلاء وولاء والمغربي حفصة وإلهام والعراقي فاطمة وزهرة والكاميروني فنبوم وشفوبو والسعودي عبد الله وعبد الرحمن والعراقي إياد وزياد والمغربي سعدية وعزيزة والأردني محمد وأمجد والسعودي ريم ورنا والجزائري سارة وإكرام.

## قائمة بالتسلسل الزمني

### عمليات فصل التوائم
| العملية | التوأم               | الجنسية      | منطقة الالتصاق | تاريخ إجراء العملية | مكان إجراء العملية                                                                                     | رئيس الفريق الطبي | ملاحظات |
| ------- | -------------------- | ------------ | --- | ------------------- | --- | ----------------- | --- |
| 1       | ؟                    | السعودية     | البطن | 31 ديسمبر 1990      | مستشفى الملك فيصل التخصصي                                                                              | عبد الله الربيعة  | |
| 2       | سماح وهبة            | السودان      | الصدر والبطن والحوض | 8 فبراير 1992       | مستشفى الملك فيصل التخصصي                                                                              | عبد الله الربيعة  | |
| 3       | سمر وسحر             | السعودية     | الصدر والبطن والحوض | 22 أبريل 1995       | مستشفى الملك فيصل التخصصي                                                                              | عبد الله الربيعة  | |
| 4       | حسن وحسين            | السعودية     | البطن والحوض | 21 يناير 1998       | مدينة الملك عبد العزيز الطبية                                                                          | عبد الله الربيعة  | |
| 5       | نجلاء ونسيبة         | السودان      | الصدر والبطن | 21 يناير 2002       | مدينة الملك عبد العزيز الطبية                                                                          | عبد الله الربيعة  | |
| 6       | أحمد ومحمد           | ماليزيا      | الحوض والبطن والصدر | 17 سبتمبر 2002      | مدينة الملك عبد العزيز الطبية                                                                          | عبد الله الربيعة  | |
| 7       | تاليا وتالين         | مصر          | البطن | 4 أكتوبر 2003       | مدينة الملك عبد العزيز الطبية                                                                          | عبد الله الربيعة  | |
| 8       | برنسس آن وبرنسس ماي  | الفلبين      | البطن والحوض | 20 يوليو 2004       | مدينة الملك عبد العزيز الطبية                                                                          | عبد الله الربيعة  | |
| 9       | داريا وأولغا         | بولندا       | الحوض | 22 يناير 2005       | مدينة الملك عبد العزيز الطبية                                                                          | عبد الله الربيعة  | |
| 10      | آلاء وولاء           | مصر          | البطن | 25 يونيو 2005       | مدينة الملك عبد العزيز الطبية                                                                          | عبد الله الربيعة  | |
| 11      | إلهام وحفصة          | المغرب       | البطن والحوض | 4 فبراير 2006       | مدينة الملك عبد العزيز الطبية                                                                          | عبد الله الربيعة  | |
| 12      | فاطمة والزهراء       | العراق       | البطن والحوض | 2 يناير 2006        | مدينة الملك عبد العزيز الطبية                                                                          | عبد الله الربيعة  | |
| 13      | صفا ومروة            | عمان         | الرأس | 27 أكتوبر 2007      | مدينة الملك عبد العزيز الطبية                                                                          | عبد الله الربيعة  | |
| 14      | شفوبو وفنبوم         | الكاميرون    | الصدر والبطن | 4 أبريل 2007        | مدينة الملك عبد العزيز الطبية                                                                          | عبد الله الربيعة  | |
| 15      | عبد الله وعبد الرحمن | السعودية     | البطن | 2 يوليو 2007        | مدينة الملك عبد العزيز الطبية                                                                          | عبد الله الربيعة  | |
| 16      | صفا ومروة            | المغرب       | الصدر وعيوب خلقية كبيرة في القلب | 12 يوليو 2008       | مدينة الملك عبد العزيز الطبية                                                                          | عبد الله الربيعة  | وفاة التوأم مروة. |
| 17      | إياد وزياد           | العراق       | البطن | 25 أكتوبر 2008      | مدينة الملك عبد العزيز الطبية                                                                          | عبد الله الربيعة  | |
| 18      | حسن ومحمود           | مصر          | البطن | 28 فبراير 2009      | مدينة الملك عبد العزيز الطبية                                                                          | عبد الله الربيعة  | |
| 19      | سعيدة وعزيزة         | المغرب       | البطن | 26 يونيو 2009       | مدينة الملك عبد العزيز الطبية                                                                          | عبد الله الربيعة  | |
| 20      | محمد وأمجد           | الاردن       | الصدر والبطن | 29 أبريل 2010       | مدينة الملك عبد العزيز الطبية                                                                          | عبد الله الربيعة  | تعد الحالة رقم 27 ضمن البرنامج السعودي لفصل التوائم الملتصقة. |
| 21      | رقية وزينب           | العراق       | تشوه خلقي بالرأس وتورم دماغي | 16 يوليو 2010       | مدينة الملك عبد العزيز الطبية                                                                          | عبد الله الربيعة  | تعد الحالة رقم 28 ضمن البرنامج السعودي لفصل التوائم الملتصقة. وفاة التوأم رقية. |
| 22      | إكرام وسارة          | الجزائر      | الورك والحوض | 17 مارس 2011        | مدينة الملك عبد العزيز الطبية                                                                          | عبد الله الربيعة  | تعد الحالة رقم 29 ضمن البرنامج السعودي لفصل التوائم الملتصقة. |
| 23      | ريم ورنا             | السعودية     | البطن والحوض | 13 سبتمبر 2012      | مدينة الملك عبد العزيز الطبية                                                                          | عبد الله الربيعة  | تعد الحالة رقم 30 ضمن البرنامج السعودي لفصل التوائم الملتصقة. |
| 24      | عبد الله وسلمان      | السعودية     | الرأس والصدر | 21 ديسمبر 2012      | مدينة الملك عبد العزيز الطبية                                                                          | عبد الله الربيعة  | تعد الحالة رقم 31 ضمن البرنامج السعودي لفصل التوائم الملتصقة. |
| 25      | كريس وكرستيان        | العراق       | الصدر والبطن | 10 أبريل 2014       | مدينة الملك عبد العزيز الطبية                                                                          | عبد الله الربيعة  | تعد الحالة رقم 32 ضمن البرنامج السعودي لفصل التوائم الملتصقة. |
| 26      | رنا ورنيم            | السعودية     | الرأس | 4 مايو 2014         | مدينة الملك عبد العزيز الطبية                                                                          | أحمد الفريان      | تعد الحالة رقم 33 ضمن البرنامج السعودي لفصل التوائم الملتصقة. |
| 27      | ممدوح ومحمود         | السودان      | البطن | 26 مايو 2014        | مدينة الملك عبد العزيز الطبية                                                                          | عبد الله الربيعة  | تعد الحالة رقم 34 ضمن البرنامج السعودي لفصل التوائم الملتصقة. |
| 28      | عبد الله وعبد الرحمن | اليمن        | البطن | 28 فبراير 2015      | مدينة الملك عبد العزيز الطبية                                                                          | عبد الله الربيعة  | |
| 29      | عبدالله وعبد العزيز  | اليمن        | الصدر والبطن والحوض | 19 يونيو 2015       | مدينة الملك عبد العزيز الطبية                                                                          | عبد الله الربيعة  | تعد الحالة رقم 37 ضمن البرنامج السعودي لفصل التوائم الملتصقة. |
| 30      | تقى ويقين            | سوريا        | الرأس | 14 فبراير 2016      | مدينة الملك عبد العزيز الطبية                                                                          | أحمد الفريان      | |
| 31      | فاطمة ومشاعل         | باكستان      | الصدر والبطن | 26 مارس 2016        | مدينة الملك عبد العزيز الطبية                                                                          | عبد الله الربيعة  | تعد الحالة رقم 40 ضمن البرنامج السعودي لفصل التوائم الملتصقة. |
| 32      | إلين وإيلان          | السعودية     | الصدر والبطن | 13 أكتوبر 2016      | مدينة الملك عبد العزيز الطبية                                                                          | عبد الله الربيعة  | تعد الحالة رقم 41 ضمن البرنامج السعودي لفصل التوائم الملتصقة. |
| 33      | رماح ووضاح           | السودان      | الحوض والبطن | 29 أكتوبر 2016      | مدينة الملك عبد العزيز الطبية                                                                          | عبد الله الربيعة  | تعد الحالة رقم 42 ضمن البرنامج السعودي لفصل التوائم الملتصقة. |
| 34      | جود وجنى             | السودان      | الحوض والبطن | 5 نوفمبر 2017       | مدينة الملك عبد العزيز الطبية                                                                          | عبد الله الربيعة  | تعد الحالة رقم 44 ضمن البرنامج السعودي لفصل التوائم الملتصقة. |
| 35      | حنين وفرح            | فلسطين       | الحوض والبطن | 7 يناير 2018        | مدينة الملك عبد العزيز الطبية                                                                          | عبد الله الربيعة  | تعد الحالة رقم 45 ضمن البرنامج السعودي لفصل التوائم الملتصقة. وفاة التوأم الطفيلي فرح |
| 36      | شيخة وشموخ           | السعودية     | الحوض والبطن | 25 أكتوبر 2018      | مدينة الملك عبد العزيز الطبية                                                                          | عبد الله الربيعة  | تعد الحالة رقم 46 ضمن البرنامج السعودي لفصل التوائم الملتصقة. |
| 37      | أنيشيا وملينيز       | تنزانيا      | أسفل الصدر والحوض والبطن | 23 ديسمبر 2018      | مدينة الملك عبد العزيز الطبية                                                                          | عبد الله الربيعة  | تعد الحالة رقم 47 ضمن البرنامج السعودي لفصل التوائم الملتصقة. |
| 38      | أحمد ومحمد           | ليبيا        | الأمعاء والجهاز البولي والتناسلي والحوض والطرف السفلي | 14 نوفمبر 2019      | مدينة الملك عبد العزيز الطبية                                                                          | عبد الله الربيعة  | تعد الحالة رقم 48 ضمن البرنامج السعودي لفصل التوائم الملتصقة، واستغرقت العملية 14 ساعة. |
| 39      | يوسف وياسين          | اليمن        | الجيوب الوريدية الدماغية وأجزاء من الدماغ | 16 مايو 2022        | مدينة الملك عبد العزيز الطبية                                                                          | عبد الله الربيعة  | تعد الحالة رقم 51 ضمن البرنامج السعودي لفصل التوائم الملتصقة، استغرقت 15 ساعة متواصلة، بمشاركة 24 مختصا من الأطباء بجراحة الأعصاب للأطفال والتجميل والتخدير والتمريض والفنيين بقيادة الدكتور معتصم الزعبي. |
| 40      | مودة ورحمة           | اليمن        | التصاق بأسفل الصدر والبطن، واشتراك بالكبد والأمعاء، واشتباه باشتراكهما بغشاء القلب | 28 يوليو 2022       | مستشفى الملك عبدالله التخصصي للأطفال بمدينة الملك عبدالعزيز الطبية للحرس الوطني                        | عبد الله الربيعة  | تعد الحالة رقم 52 ضمن البرنامج السعودي لفصل التوائم الملتصقة، وشارك في العملية 28 طبيباً وأخصائياً إلى جانب الفنيين وكوادر التمريض. |
| 41      | .....و....           | السعودية     | منطقة الورك، ويشتركان في أسفل الحبل الشوكي وأغشيته | 5 يناير 2023        | مستشفى الملك عبدالله التخصصي للأطفال بمدينة الملك عبدالعزيز الطبية للحرس الوطني                        | عبد الله الربيعة  | تعد الحالة رقم 53 ضمن البرنامج السعودي لفصل التوائم الملتصقة، واستغرقت استغرقت 7 ساعات نفذت على 7 مراحل وشارك فيها 28 من الاستشاريين والإخصائيين والكوادر التمريضية والفنية. |
| 42      | علي وعمر             | العراق       | أسفل الصدر والبطن | 12 يناير 2023       | مدينة الملك عبد العزيز الطبية                                                                          | عبد الله الربيعة  | تعد الحالة رقم 54 ضمن البرنامج السعودي لفصل التوائم الملتصقة منذ عام 1990م. |
| 43      | سلمان وعبدالله       | اليمن        | منطقة البطن والحوض ويشتركان بالأمعاء والجهاز البولي والتناسلي | 16 فبراير 2023      | مستشفى الملك عبد الله التخصصي للأطفال                                                                  | عبد الله الربيعة  | تعد هذه العملية هي الثامنة لتوائم سيامية من اليمن، ورقم 55 للبرنامج السعودي لفصل التوائم الملتصقة منذ العام 1990م. |
| 44      | حسانة وحسينة         | نيجيريا      | في البطن والحوض و الكبد والأمعاء والجهاز البولي والتناسلي وعظام الحوض | 18 مايو 2023        | مستشفى الملك عبد الله التخصصي للأطفال                                                                  | عبد الله الربيعة  | تعد هذه العملية رقم 56 للبرنامج السعودي لفصل التوائم الملتصقة. استغرقت 14 ساعة ونصف، نفذت على ثماني مراحل بمشاركة 36 طبيباً من أعضاء الفريق الطبي الجراحي المشارك، و85 عضواً من الفريق الطبي متعدد التخصصات. |
| 45      | سلمى وسارة           | مصر          | في منطقة الرأس بالمخ والجيوب الوريدية حول المخ | 21 يونيو 2023       | مستشفى الملك عبدالله التخصصي للأطفال بمدينة الملك عبدالعزيز الطبية للحرس الوطني                        | عبد الله الربيعة  | تُعَد هذه العملية رقم 57 للبرنامج السعودي لفصل التوائم الملتصقة. أجريت عملية الفصل على أربع عمليات منفصلة بينهما عدة أسابيع إلى أشهر، واستغرقت العمليات الأربع للفصل قرابة 57 ساعة منها 17 ساعة للعملية الأخيرة. وشارك فيها 31 من الاستشاريين والاختصاصيين والفنيين والكوادر التمريضية بقيادة الدكتور معتصم الزعبي من جراحة الأعصاب للأطفال، والدكتور محمد الفوزان من جراحة التجميل، والدكتور نزار الزغيبي من تخدير الأطفال.                                                |
| 46      | إحسان وبسام          | سوريا        | منطقة أسفل الصدر والبطن والكبد والأمعاء | 6 يوليو 2023        | مستشفى الملك عبدالله التخصصي للأطفال بمدينة الملك عبدالعزيز الطبية للحرس الوطني                        | عبد الله الربيعة  | تعد رقم 58 في سلسلة نجاحات البرنامج السعودي لفصل التوائم السيامية. استغرقت سبع ساعات ونصف الساعة وأجريت على خمس مراحل وشارك فيها 26 من الكوادر السعودية المتخصصة في فصل التوائم،. وذكر الفريق الطبي أن التوأم «إحسان» يعد متطفلًا على أخيه «بسام» نظرًا لعدم وجود الجهاز البولي والتناسلي (الكليتين والحالبين والمثانة والأعضاء التناسلية الذكورية)، كما يعاني «إحسان» من عيوب خلقية كبيرة في القلب تعيق حياته مع ضمور في التطور العصبي، ولديه قصور وعيوب خلقية في الأمعاء. |
| 47      | حسن وحسين            | تنزانيا      | منطقة أسفل الصدر والبطن والحوض ولكل منهما طرف سفلي واحد ويشتركان في طرف سفلي ثالث ومشوه، كما يلتصقان في الكبد والأمعاء والجهاز البولي وعضو تناسلي ذكري واحد وتشوّه بجدار البطن السفلي والمثانة البولية. | 5 أكتوبر 2023       | مستشفى الملك عبدالله التخصصي للأطفال بمدينة الملك عبدالعزيز الطبية للحرس الوطني                        | عبد الله الربيعة  | تعد رقم 59 للبرنامج السعودي لفصل التوائم الملتصقة. بعد عملية جراحية معقدة استغرقت 16 ساعة نفذت على 9 مراحل، وشارك فيها 35 من الاستشاريين والمختصين من أقسام التخدير وجراحة الأطفال وجراحة المسالك البولية للأطفال والتجميل والعظام، بالإضافة إلى الكوادر التمريضية والفنية. |
| 48      | حسنة وحسينة          | نيجيريا      | منطقة أسفل القولون والجهاز البولي والتناسلي وعظمة الحوض وفي أسفل قناة العمود الفقري وبعض الأعصاب السفلية                                                                                               | 1 مارس 2024         | مستشفى الملك عبدالله التخصصي للأطفال في مدينة الملك عبدالعزيز الطبية للحرس الوطني                      | عبد الله الربيعة  | تعد رقم 60 للبرنامج السعودي لفصل التوائم الملتصقة |
| 49      | أكيزا وعائشة         | الفلبين      | منطقة أسفل الصدر والبطن والكبد ولكل منهما أطراف علوية وسفلية مكتملة | 6 يونيو 2024        | مستشفى الملك عبدالله التخصصي للأطفال بمدينة الملك عبدالعزيز الطبية بوزارة الحرس الوطني في مدينة الرياض | عبد الله الربيعة  | تعد العملية رقم 61 للبرنامج السعودي لفصل التوائم الملتصقة |
| 50      | حوى وخديجة           | بوركينا فاسو | اشتراك في الأمعاء | 27 فبراير 2025      | مستشفى الملك عبدالله التخصصي للأطفال بمدينة الملك عبدالعزيز الطبية بوزارة الحرس الوطني في مدينة الرياض | عبد الله الربيعة  | تعد رقم 62 في سلسلة عمليات البرنامج السعودي لفصل التوائم الملتصقة، وقد استطاع البرنامج السعودي خلال 36 عامًا أن يعتني بـ 146 توأمًا ملتصقًا من 27 دولة من الدول الشقيقة والصديقة. استغرقت عملية التوأم البوركيني 6 ساعات نفذت على خمس مراحل، وشارك فيها 26 من الاستشاريين والأخصائيين والكوادر التمريضية والفنية. |
| 51      | أسماء وسمية          | إرتيريا      | اشتراك في عظمة الرأس وفي الأوردة والشرايين | 15 مايو 2025        | مستشفى الملك عبدالله التخصصي للأطفال بمدينة الملك عبدالعزيز الطبية بوزارة الحرس الوطني في مدينة الرياض | عبد الله الربيعة  | تعد رقم 64 ضمن البرنامج السعودي للتوائم الملتصقة التي شملت 27 دولة حول العالم، واستغرقت 15 ساعة ونصفاً. |
| 42      | يارا ولارا           | السعودية     | اشتراك في منطقة أسفل البطن والحوض والقولون والمستقيم، واشتراك وتداخل آخر في الجهاز البولي والتناسلي وعظمة الحوض.                                                                                       | 17 يوليو 2025       | مستشفى الملك عبدالله التخصصي للأطفال بمدينة الملك عبدالعزيز الطبية بوزارة الحرس الوطني في مدينة الرياض | عبد الله الربيعة  | تعد هذه الحالة رقم 65 في تاريخ البرنامج الذي قيّم 150 حالة من 27 دولة خلال مسيرته التي امتدت لنحو 35 عاماً، بينهم 45 توأماً سعودياً. وتمكن البرنامج من فصل 64 حالة بنجاح، وتمثل العملية الأخيرة رقم 16 للتوائم السعوديين الذين تم فصلهم. |
| 42      | سيلين وإيلين         | سوريا        | منطقة أسفل الصدر والبطن، وتشتركان بغشاء القلب والكبد مع احتمال اشتراكهما بالأمعاء | 27 يوليو 2025       | مستشفى الملك عبدالله التخصصي للأطفال بمدينة الملك عبدالعزيز الطبية بوزارة الحرس الوطني في مدينة الرياض | عبد الله الربيعة  | تعد الحالة رقم (66) ضمن سلسلة عمليات البرنامج السعودي للتوائم الملتصقة. استغرقت العملية (8) ساعات متواصلة بمشاركة فريق طبي يتجاوز 30 مختصًا بين جراحة وتخدير وتمريض. |

### عمليات التوائم الطفلية
| العملية | التوأم               | الجنسية  | تاريخ إجراء العملية | مكان إجراء العملية            | رئيس الفريق الطبي | ملاحظات |
| ------- | -------------------- | -------- | ------------------- | ----------------------------- | ----------------- | --- |
| 1       | ابتهال               | السعودية | 6 أغسطس 2007        | مدينة الملك عبد العزيز الطبية | عبد الله الربيعة  | |
| 2       | سارة                 | سوريا    | 8 أبريل 2010        | مدينة الملك عبد العزيز الطبية | عبد الله الربيعة  | [ 82 ] |
| 3       | أحمد                 | مصر      | 28 فبراير 2015      | مدينة الملك عبد العزيز الطبية | عبد الله الربيعة  | |
| 4       | أحمد                 | اليمن    | 13 يناير 2016       | مدينة الملك عبد العزيز الطبية | عبد الله الربيعة  | |
| 5       | عائشة محيمود         | اليمن    | 29 يوليو 2021       | مدينة الملك عبد العزيز الطبية | عبد الله الربيعة  | تُعد العملية رقم (50) ضمن البرنامج السعودي لفصل التوائم السيامية. |
| 6       | محمد عبد الرحمن جمعة | مصر      | 7 مايو 2025         | مدينة الملك عبد العزيز الطبية | عبد الله الربيعة  | تُعد رقم (63) في سجل البرنامج السعودي للتوائم الملتصقة. والتوأم الطفيلي ملتصق مع التوأم محمد في جهة الظهر بأسفل الصدر والبطن والحوض، وأجريت العملية على (6) مراحل واستغرقت (8) ساعات، بمشاركة (26) من الاستشاريين والأخصائيين والكوادر التمريضية والفنية. |

## الخدمات المقدمة لذوي التوائم
في موسم حج عام 1445هـ / 2024م استقبلت وزارة الشؤون الإسلامية والدعوة والإرشاد ذوي التوائم الذين تم فصلهم في المملكة العربية السعودية، وصدر الأمر السامي باستضافتهم ضمن ضيوف برنامج خادم الحرمين الشريفين للحج والعمرة والزيارة ليؤدوا مناسك الحج.

## المؤتمر الدولي للتوائم الملتصقة
في 24 نوفمبر 2024م أقيم في العاصمة الرياض «المؤتمر الدولي للتوائم الملتصقة»، بمناسبة مرور 30 عاماً على «البرنامج السعودي للتوائم الملتصقة»، وذلك بحضور من عدد من المسؤولين المعنيّين والأطباء والمهتمّين بالمجال. وذكر الدكتور عبد الله الربيعة المشرف العام على «مركز الملك سلمان للإغاثة والأعمال الإنسانية» أن «البرنامج السعودي للتوائم الملتصقة» رعى منذ بدايته عام 1990م إلى وقت إقامة المؤتمر، 143 حالة من 26 دولة، وجرى فصل 61 توأماً بنجاح.

## فيلم العملية رقم (60)
في عام 2024م أنتجت وزارة الحرس الوطني فيلماً وثائقياً عنوانه «العملية رقم 60» يحكي مسيرة 35 عامًا من قصص فصل التوائم الملتصقة التي أجريت عملياتها المعقدة في السعودية، وعُرض البرنامج في سبتمبر 2024م على شاشة قناة الإخبارية السعودية.

## وصلات خارجية
- التوائم الملتصقة (المملكة العربية السعودية)
- مستشفى الملك فيصل التخصصي ومركز الأبحاث